# 佩切涅格語
佩切涅格語，是7-12世紀生活於南俄與東歐（烏克蘭，匈牙利，摩爾多瓦）的佩切涅格人的語言。
一般語言學家把此語言歸入突厥語族烏古斯語支範圍，但不作更細的劃分，同時也沒有任何後裔語言。